# Primera División de la República Federal de Yugoslavia 1998-99
La Primera División de la República Federal de Yugoslavia, en su temporada 1998-99, fue la 7ª edición del torneo; en esta participaron clubes de la actual Serbia y de Montenegro. 
Debido al Bombardeo de Yugoslavia por las fuerzas de la OTAN, la liga fue suspendida indefinidamente el 14 de mayo de 1999 con 24 fechas disputadas. El día 12 de junio el líder provisorio de la clasificación el club Partizan de Belgrado es declarado oficialmente campeón, que consiguió de esta manera su 16° título en su historia.

## Formato de competición
Los dieciocho mejores clubes del país participaron en la competición y se agrupan en un único grupo en que se enfrentan dos veces a sus oponentes. Al final de la temporada para permitir la expansión de la primera división de 18 a 22 clubes la próxima temporada, ningún club es relegado y los cuatro mejores equipos de la Segunda Liga son promovidos.

## Primera Liga
| Pos | Club                   | PJ | PG | PE | PP | GF | GC | DG  | Pts |
| --- | ---------------------- | -- | -- | -- | -- | -- | -- | --- | --- |
| 1.  | Partizan Belgrado      | 24 | 21 | 3  | 0  | 59 | 11 | +48 | 66  |
| 2.  | Obilić Belgrado        | 24 | 20 | 4  | 0  | 61 | 9  | +52 | 64  |
| 3.  | Estrella Roja Belgrado | 24 | 15 | 6  | 3  | 54 | 18 | +36 | 51  |
| 4.  | Vojvodina Novi Sad     | 24 | 13 | 3  | 8  | 45 | 22 | +23 | 42  |
| 5.  | Rad Belgrado           | 24 | 11 | 7  | 6  | 26 | 26 | 0   | 40  |
| 6.  | Proleter Zrenjanin     | 24 | 10 | 5  | 9  | 29 | 29 | 0   | 35  |
| 7.  | Hajduk Kula            | 24 | 9  | 5  | 10 | 27 | 28 | -1  | 32  |
| 8.  | OFK Belgrado           | 24 | 8  | 7  | 9  | 35 | 39 | -4  | 31  |
| 9.  | Sartid Smederevo       | 24 | 7  | 9  | 8  | 24 | 27 | -3  | 30  |
| 10. | Radnički Kragujevac    | 24 | 9  | 3  | 12 | 33 | 43 | -10 | 30  |
| 11. | Milicionar Belgrado    | 24 | 8  | 5  | 11 | 39 | 39 | 0   | 29  |
| 12. | Zemun Belgrado         | 24 | 9  | 1  | 14 | 30 | 47 | -17 | 28  |
| 13. | Železnik Belgrado      | 24 | 7  | 5  | 12 | 29 | 43 | -14 | 26  |
| 14. | Budućnost Podgorica    | 24 | 7  | 5  | 12 | 28 | 42 | -14 | 26  |
| 15. | Mogren Budva           | 24 | 4  | 8  | 12 | 18 | 42 | -24 | 26  |
| 16. | Radnički Niš           | 24 | 4  | 7  | 13 | 21 | 44 | -23 | 19  |
| 17. | FK Priština            | 24 | 5  | 3  | 16 | 25 | 49 | -24 | 18  |
| 18. | Spartak Subotica       | 24 | 6  | 0  | 18 | 33 | 58 | -25 | 18  |

- Máximo Goleador: Dejan Osmanović (Hajduk Kula), 16 goles

## Segunda Liga
| Pos | Club               | PJ | PG | PE | PP | GF | GC | DG | Pts |
| --- | ------------------ | -- | -- | -- | -- | -- | -- | -- | --- |
| 1.  | Borac Čačak        |    |    |    |    |    |    |    |     |
| 2.  | Čukarički Belgrado |    |    |    |    |    |    |    |     |
| 3.  | Hajduk Belgrado    |    |    |    |    |    |    |    |     |
| 4.  | Sutjeska Nikšić    |    |    |    |    |    |    |    |     |